# UCI Africa Tour de 2005
O UCI Africa Tour de 2005 foi a primeira edição do calendário ciclístico internacional africano. Contou com só 4 carreiras e se iniciou a 16 de fevereiro de 2005 no Egito, com o Tour do Egito e finalizou a 2 de outubro do mesmo ano em Senegal com o Tour de Senegal.
O ganhador a nível individual foi o sulafricano Tiaan Kannemeyer, por equipas triunfou a Barloworld-Valsir do Reino Unido, enquanto por países foi a África do Sul quem obteve mais pontos.

## Calendário
Contou com as seguintes provas por etapas.

### Fevereiro 2005
| Data     | Carreira          | Cat. | Ganhador         | Equipa do ganhador |
| -------- | ----------------- | ---- | ---------------- | ------------------ |
| 16 ao 24 | Tour do Egito     | 2.2  | Sergey Tretyakov |                    |
| 27 ao 12 | Tour dos Camarões | 2.2  | Davide Silvestri |                    |

### Março 2005
| Data    | Carreira     | Cat. | Ganhador         | Equipa do ganhador |
| ------- | ------------ | ---- | ---------------- | ------------------ |
| 9 ao 13 | Giro do Capo | 2.2  | Tiaan Kannemeyer | Barloworld-Valsir  |

### Setembro 2005
| Data    | Carreira        | Cat. | Ganhador         | Equipa do ganhador |
| ------- | --------------- | ---- | ---------------- | ------------------ |
| 22 ao 2 | Tour de Senegal | 2.2  | Alexandre Lecocq |                    |

## Classificações

### Individual
| Posição | Ciclista                 | Pontos |
| ------- | ------------------------ | ------ |
| 1       | Tiaan Kannemeyer         | 163    |
| 2       | Ryan Cox                 | 151    |
| 3       | Rabaki Jeremie Ouedraogo | 100    |
| 4       | Davide Silvestri         | 90     |
| 5       | Jamie Ball               | 73     |
| 6       | Laurent Zongo            | 72     |
| 7       | Christian Eminger        | 58     |
| 8       | Sergey Tretyakov         | 46     |
| 9       | Sergeiy Lavrenenko       | 44     |
| 10      | Willie van Zyl           | 42     |

### Equipas
| Posição | Equipa            | Pontos |
| ------- | ----------------- | ------ |
| 1       | Barloworld-Valsir | 327    |
| 2       | Nippo             | 130    |
| 3       | Konica Minolta    | 101    |
| 4       | Dukla Trencin     | 37     |
| 5       | Exel              | 32     |

### Países
| Posição | País           | Pontos |
| ------- | -------------- | ------ |
| 1       | África do Sul  | 1.049  |
| 2       | Burquina Fasso | 329    |
| 3       | Namíbia        | 40     |
| 4       | Camarões       | 22     |
| 5       | Tunísia        | 11     |